# Alopecurus glacialis
Alopecurus glacialis là một loài thực vật có hoa trong họ Hòa thảo. Loài này được K.Koch mô tả khoa học đầu tiên năm 1848.